# Grumman F-14 Tomcat
Грумман F-14 «Томкэт» (англ. Grumman F-14 Tomcat, рус. кот) — двухместный реактивный палубный истребитель-перехватчик четвёртого поколения с крылом изменяемой стреловидности производства Grumman Aircraft Engineering Corporation.
Разработан в начале 1970-х для замены в ВМС США истребителя F-4 «Фантом» II. На вооружении с 1974 года. Снят с вооружения ВМС США в 2006 году и заменён на Boeing F/A-18E/F Super Hornet. Поставлялся на экспорт в Иран и состоит там на вооружении в настоящее время.

## История разработки
С самого начала работ над проектом F-14 задумывался, как самолёт, способный завоевать полное воздушное превосходство в непосредственной близости от авианесущих кораблей, с которых предполагалось использовать эти самолёты. В качестве дополнительной задачи он также должен был быть способен наносить удары по тактическим наземным и надводным целям. В январе 1969 года проект F-14 выиграл конкурс, объявленный ВМС США на новый самолёт, предполагавшийся на замену устаревающим McDonnell Douglas F-4 Phantom II. Первый прототип поднялся в воздух 21 декабря 1970 года и за ним сразу последовала предсерийная партия из 11 самолётов. Летом 1972 года были завершены испытания F-14 на авианосцах. Промышленные поставки для флота начались в октябре того же года. «Томкэты» составляли эскадрильи истребителей-перехватчиков в составе авианосных групп.
F-14 был ориентирован, в первую очередь, на отражение ракетных ударов по корабельным группировкам. Основным элементом F-14 является система управления вооружением Hughes AN/AWG-9. По информации министерства обороны СССР, дальность обнаружения цели с ЭПР 3 м² составляла 160 км при одновременном сопровождении до 24-х целей. Диапазон работы БРЛС — 8-10 ГГц. Дальность обнаружения теплопеленгатором (телескоп) в ППС — 220 км, в ЗПС — 300 км. Для ближнего боя «Томкэт» располагает встроенной 20-мм автоматической пушкой General Electric M61A1 Vulcan с боекомплектом в 675 снарядов. Основу ракетного вооружения составляли четыре ракеты «воздух-воздух» AIM-54 или AIM-7, располагавшиеся на подфюзеляжных пилонах. F-14 был единственным самолётом, способным нести ракету «воздух-воздух» большой дальности AIM-54A Phoenix. Эта ракета, стоимостью 500 тыс. долларов, была способна поражать цели на расстоянии до 185 км, что давало F-14 возможность уничтожать большинство самолётов противника до того, как сам он появится у них на экране радара. (Лишь МиГ-31 имел на вооружении ракеты «воздух-воздух» Р-33 соизмеримой дальности пуска.) В дополнение к ним, на подкрыльевых пилонах могли располагаться ещё четыре ракеты AIM-9 Sidewinder. Кроме того, «Томкэт» был способен нести до 6 576 кг прочего ударного вооружения различного класса.
Работы над F-14A были омрачены потерей первого прототипа в декабре 1970 года, однако, несмотря на это, ВМС США были поставлены 478 машин и ещё 79 были проданы Ирану в 1976—1978 годах (модификация F-14A-GR). Но ненадёжность двигателя TF-30-P-412 продолжала преследовать самолёты. Двигатель, обладавший недостаточной для тяжёлого истребителя тягой, был, к тому же, склонен к помпажу на больших углах атаки и при резкой работе РУДом на сверхзвуковых скоростях. Улучшенная модификация двигателя 1977 года TF-30-P-414 положение не улучшила, так как и без того не сильно приёмистый двигатель стал ещё тяжелее. TF-30 был виновен в потере 28 % самолётов.
Следующей должна была стать модель F-14B, оснащённая двигателями Pratt & Whitney F401-PW-400, но работы над ней были свёрнуты. Вместо этого, начиная с 1986 года, 38 самолётов, названные F-14A+, были переоснащены гораздо более мощными и надёжными двигателями General Electric F110-GE-400 (устанавливаемыми также на F-15 и F-16) и впоследствии и получили обозначение F-14B. Модификация F-14D отличалась от предыдущих:
- более мощным радаром Hughes AN/APG-71, — система могла сопровождать до 24-х целей и одновременно захватывать 6 из них и одновременно запускать по ним ракеты на различных высотах и дальностях,
- усовершенствованной авионикой и переоборудованной кабиной.

Всего было построено 37 самолётов этого типа, ещё 104 переоборудованы из ранее выпущенных F-14A и получили обозначение F-14D(R).
После того, как Конгресс США отменил закупку F-14 на 1991 бюджетный год, руководство Grumman обратилось к правительству США с просьбой разрешить экспорт самолётов за рубеж, но получила отказ. Кроме того данной моделью было проблематично заинтересовать потенциальных покупателей ввиду наличия более дешёвых F-15 и F-16 и F-18.

## Боевое применение
F-14 был принят на вооружение ВМС США в сентябре 1974 года. Американские «Томкэты» участвовали в двух стычках с ливийской авиацией над заливом Сидра, сбив в 1981 году два Су-22 (см. первый инцидент в заливе Сидра), а в 1989 году — два МиГ-23 (см. второй инцидент в заливе Сидра).
В сентябре 1980 года американский F-14 сбил иранский истребитель «Фантом».
8 августа 1987 года иранский F-4E «Фантом» безуспешно выпустил ракету AIM-7 по американскому патрульному самолёту P-3C, в ответ американские «Томкэты» сопровождения выпустили три AIM-7, но все ракеты «Спэрроу» прошли мимо цели.
Во время Афганской войны F-14 ВВС Ирана перехватили советский разведчик Як-28, вторгшийся в иранское воздушное пространство, и продолжали преследовать его над территорией Афганистана.
F-14 приняли участие в операции «Буря в пустыне» (1991), где обеспечивали воздушное прикрытие американским бомбардировщикам и штурмовикам. Один «Томкэт» был сбит иракским ЗРК С-75.
В последующих конфликтах (операция «Обдуманная сила» (1995), бомбардировки Югославии (1999), войны в Афганистане (2001—2021) и Ираке) F-14 применялись для нанесения ударов по наземным целям. В частности, 9 октября 2001 года пара F-14 уничтожила на земле 3 истребителя МиГ-21 и 2 транспортных самолёта ВВС Талибана.

### Ирано-иракская война
Иран был единственной страной, куда экспортировались F-14, — в 1974 году Ираном были заказаны 80 самолётов. Всего для ВВС Ирана были поставлены 77 самолётов, ещё два разбились во время испытаний в США и один передан в ВМФ США (с/н: 160299-160378 (3-863 — 3-892, 3-6001 — 3-6050)). Иранские F-14 заступили на службу в 1977 году, — к этому времени было обучены более 120 экипажей и почти столько же наземного персонала.
Несмотря на исламскую революцию 1979 года, в результате которой были прекращены все отношения с США, иранские «Томкэты» оставались боеспособными.
Через год иранские F-14 приняли участие в войне с Ираком и стали единственным истребителем 4-го поколения, активно участвовавшим в войне. Против наземных целей F-14 практически не использовались.
В 1980 году иранские F-14 сбили несколько иракских самолётов, потеряв в воздушных боях только 1 уничтоженный «Томкэт» (не подтверждено) и 3 серьёзно повреждённых, по другим данным, всего 1 повреждённый. За первые полгода войны F-14 сбили более 50 иракских самолётов, в основном МиГ-21 и МиГ-23.
В 1981 году иранский F-14 был сбит над островом Харк иранским же ЗРК HAWK. Зенитчики заявили, что им создавал помехи пролетающий неподалёку американский E-2A «Авакс» и им казалось, что они стреляют по иракскому МиГ-25. В этом же году эти зенитчики подбили ещё один «Томкэт». В 1984 этот же ЗРК сбил ещё один иранский «Томкэт». Всего зенитчики одного и того же иранского ЗРК претендуют на три сбитых и один повреждённый иранских «Томкэта».
В октябре 1981 года иранские F-14 впервые встретились в бою с иракскими истребителями Mirage F1. В ходе этих встреч были сбиты три «Миража». В свою очередь в ноябре иракские «Миражи» сбили три иранских «Томкэта».
F-14, по иранским заявлениям, успешно боролись с иракскими скоростными разведчиками МиГ-25. Только за первый год (1982) активного применения МиГ-25 иранцы заявляли о сбитии четырёх «МиГов». По данным Пьера Резокса, в ходе воздушных боёв F-14 с МиГ-25, 1 «Томкэт» был повреждён, также у него упомянуто сбитие «Томкэтами» трёх и повреждение одного МиГ-25, без указания какой либо информации о номерах, пилотах или модификациях самолётов.. По последним данным Тома Купера, F-14 за всю историю встреч во всех войнах с «двадцатьпятыми» смогли достоверно сбить лишь один единственный МиГ-25. Это произошло в июне 1983 года, — тогда иранскому F-14 удалось сбить безоружный для воздушных боёв иракский разведчик МиГ-25, пилотируемый командиром 84-й эскадрильи иракских ВВС полковником Абдуллой Фарадж Мохаммадом. Больше никаких подтверждённых сбитий МиГ-25 «Томкэты» не совершали. А вот единственный результативный воздушный бой против вооружённых перехватчиков МиГ-25 окончился неудачно для F-14. По информации Тома Купера, иранский F-14, сбитый 17 января 1987 года, был уничтожен ракетой Р-40 с иракского МиГ-25ПДС. Победу над «Томкэтом» одержал иракский пилот капитан Аднан Сайед.
Также F-14 эффективно боролись с иракскими ударными самолётами, — в частности, только в боях октября 1980 года «Томкэтами» было уничтожено от 1 до 11 иракских истребителей-бомбардировщиков МиГ-23БН. Согласно данным министерства обороны США, в 1983 году иракцы отправили в СССР обломки сбитого «Томкэта» и ракету AIM-54A.
11 августа 1984 F-14 встретились с новыми иракскими МиГ-23МЛ, в ходе боя «Томкэт» был сбит ракетой Р-60, иракцы заявили о сбитии трёх F-14.
Итоговые результаты в воздушных боях оказались довольно спорными. За всю войну Иран заявлял о 35-45 воздушных победах F-14. Иракскими офицерами а также данными из иракских источников подтверждаются только 8 воздушных побед иранских F-14 (причём были сбиты одни из лучших иракских пилотов), хотя существуют неоспоримые доказательства десятков сбитых «Томкэтами» иракских самолётов. Некоторые западные исследователи считают, что иранское командование записало большое количество одержанных истребителями воздушных побед на счёт зенитчиков или же вообще не учло.
В первые дни войны в боеспособном состоянии находились все 77 иранских «Томкэтов». В середине войны на параде участвовали 25 F-14A. К концу войны число боеготовых самолётов составляло 7—9. В среднем в ходе войны из-за нехватки запчастей 4—5 F-14 были в состоянии выполнять боевые задачи.
В конце войны Ирак заявлял об уничтожении более 70 «Томкэтов», то есть подавляющего большинства иранского парка «Томкэтов». По окончании войны иракцы перепроверили и снизили количество своих заявок до 11 сбитых F-14. После окончания войны у Ирана ещё оставалось 58 «Томкэтов».
Согласно книге Тома Купера и Фарзада Бишопа, опирающейся на иранские источники, по данным на 2004 год девять F-14 были потеряны в бою, 7 разбилось в инцидентах и, как минимум, 8 получили тяжёлые повреждения. По последним иранским данным, 11 F-14 было потеряны в бою, 7 разбились, 1 был неудачно угнан и 8 были тяжело повреждены, из 77 к концу войны в строю осталось 58.
За время войны имели место несколько случаев дезертирства иранских лётчиков. В 1986 году один F-14 был угнан в Ирак, но сбит иракскими МиГ-23МЛ в процессе перелёта. Есть информация, что один или более F-14A были доставлены в СССР в обмен на техническую помощь. К тому же, как минимум один экипаж «Томкэта» вместе с самолётом дезертировал непосредственно в «Страну советов». Иранцы категорически отрицали, что поставляли F-14 в СССР.
24 октября 1980 — F-14A сбит иракским истребителем МиГ-21МФ. Оба лётчика выжили. *Не подтверждено*
26 октября 1980 — F-14A получил повреждения в обломках сбитого им МиГ-21.
Декабрь 1980 — F-14A сбит иракским истребителем МиГ-21бис. Судьба лётчиков неизвестна.
14 апреля 1981 — F-14A над островом Харк по иранским данным сбит истребителем МиГ-23МС либо ЗРК HAWK. Лётчики майор Ж. Мардани и капитан Г. Абдулхасани погибли.
21 апреля 1981 — F-14A над островом Харк получил повреждения ракетой дружественного ЗРК HAWK.
21 апреля 1981 — F-14A над островом Харк получил повреждения ракетой иракского истребителя МиГ-23МС.
22 марта 1981 — F-14A помпаж двигателя, лётчики катапультировались. Мог быть сбит иракским истребителем МиГ-21.
18 ноября 1981 — F-14A возле Ахваза сбит иракским истребителем Mirage F1. Лётчики катапультировались.
24 ноября 1981 — F-14A над Ахвазом сбит иракским истребителем Mirage F1. Лётчики катапультировались.
24 ноября 1981 — F-14A над Ахвазом сбит иракским истребителем Mirage F1. Лётчики катапультировались.
21 ноября 1982 — F-14A сбит иракским истребителем Mirage F1. *Не подтверждено*
Июль 1983 — F-14A возле Басры сбит ракетой. Лётчики М. Харанди и А. Роста катапультировались.
11 августа 1984 — F-14A над островом Харк сбит иракским истребителем МиГ-23МЛ. Пилот подполковник М. Али-Агха погиб, оператор М. Ростампур выжил.
24 марта 1985 — F-14A над островом Харк сбит в воздушном бою с неизвестным иракским истребителем. Экипаж А.Хазин и С.Хуссейни. Один лётчик погиб, другой выжил.
2 сентября 1986 — F-14A угнан в Ирак.
17 января 1987 — F-14A над Исехом сбит иракским истребителем МиГ-25. Лётчик Б.Ганей катапультировался, Г.Давталаб погиб при катапультировании. Долгое время считалось что этот «Томкэт» был уничтожен МиГ-23МЛ.
Март 1987 года — F-14A сбит дружественной ЗА над Буширом. Лётчики А.Арслан и М.Ханпур катапультировались.
11 июля 1987 — F-14A потерян во время тренировочного вылета над Исхафаном. Лётчик Ф.Катараф погиб, М.Ханпур катапультировался.
14 июля 1987 — F-14A помпаж двигателя в ходе воздушного боя. Судьба лётчиков неизвестна.
5 февраля 1988 — F-14A, пилотируемый асом Джалилом Занди, получил повреждения в воздушном бою с иракскими истребителями Mirage F1.
19 июля 1988 — F-14A сбит иракским истребителем Mirage F1. Судьба лётчиков неизвестна.
19 июля 1988 — F-14A сбит иракским истребителем Mirage F1. Судьба лётчиков неизвестна.
7 сентября 1980 — сбит ударный вертолёт Ми-25. По другим данным этот вертолёт своим ходом вернулся и сел на иракской территории.
13 сентября 1980 — сбит истребитель-бомбардировщик Су-22. Пилот погиб.
15 сентября 1980 — сбит истребитель МиГ-21МФ. Пилот выжил.
24 сентября 1980 — сбит истребитель МиГ-21МФ. Судьба лётчика неизвестна.
24 сентября 1980 — сбит истребитель МиГ-21МФ. Судьба лётчика неизвестна.
27 сентября 1980 — сбит истребитель МиГ-23. Судьба лётчика неизвестна.
13 октября 1980 — сбит истребитель-бомбардировщик МиГ-23БН. Судьба лётчика неизвестна.
20 октября 1980 — сбит истребитель МиГ-21МФ. Судьба лётчика неизвестна.
22 октября 1980 — сбит истребитель МиГ-21МФ. Судьба лётчика неизвестна.
26 октября 1980 — сбит истребитель МиГ-21МФ. Судьба лётчика неизвестна.
26 октября 1980 — сбит истребитель МиГ-21МФ. Судьба лётчика неизвестна.
29 октября 1980 — сбит сверхзвуковой бомбардировщик Ту-22Б. Судьба экипажа неизвестна.
10 ноября 1980 — сбит истребитель-бомбардировщик МиГ-23БН. Судьба лётчика неизвестна.
21 ноября 1980 — сбит истребитель МиГ-21. Судьба лётчика неизвестна.
27 ноября 1980 — сбит истребитель МиГ-21МФ. Судьба лётчика неизвестна.
2 декабря 1980 — сбит истребитель-бомбардировщик Су-22М. Судьба лётчика неизвестна.
10 декабря 1980 — сбит истребитель-бомбардировщик Су-20. Судьба лётчика неизвестна.
22 декабря 1980 — сбит МиГ-21 или Су-20. Судьба лётчика неизвестна.
22 декабря 1980 — сбит МиГ-21 или Су-20. Судьба лётчика неизвестна.
30 декабря 1980 — сбит истребитель МиГ-21МФ. Судьба лётчика неизвестна.
7 января 1981 — сбит истребитель-бомбардировщик МиГ-23БН. Судьба лётчика неизвестна.
7 января 1981 — сбит истребитель-бомбардировщик МиГ-23БН. Судьба лётчика неизвестна.
7 января 1981 — сбит истребитель-бомбардировщик МиГ-23БН. Судьба лётчика неизвестна.
15 мая 1981 — сбит истребитель МиГ-21МФ. Судьба лётчика неизвестна.
4 декабря 1982 — мог быть сбит перехватчик МиГ-25ПД. Судьба лётчика неизвестна. *Не подтверждено*
Июнь 1983 — сбит разведчик МиГ-25Р, пилотируемый командиром 84-й эскадрильи иракских ВВС п-ком Абдулла Фарадж Мохаммадом.
25 марта 1984 — сбит дальний бомбардировщик Ту-22Б. Судьба экипажа неизвестна.

### Ирано-израильский конфликт
В ходе израильского нападения на Иран 16 июня 2025 года авиаударами было уничтожено 2 самолёта F-14 «Томкэт», которые стояли на одном месте с 2022 года и являлись макетами. 22 июня было уничтожено ещё три самолёта F-14. Таким образом, по последним данным было уничтожено не менее 5 F-14.

### Асы F-14
| Пилот           | Страна | Количество побед | Комментарии                                              |
| --------------- | ------ | ---------------- | -------------------------------------------------------- |
| Джалил Зандий   | Иран   | 11               | 3 Mirage F1, 2 МиГ-23БН, 2 Су-22 и 1 МиГ-21 подтверждены |
| Шахрам Ростамий | Иран   | 6                | 3 Mirage F1 и 1 МиГ-21 подтверждены                      |
| А. Афшар        | Иран   | 6                | 2 Mirage F1, 2 МиГ-21, 1 МиГ-23БН и 1 Су-22 подтверждены |

## Варианты
YF-14AПрототипы и предсерийные самолёты. Построено 12 экземпляров.
F-14AДвухместный всепогодный истребитель-перехватчик для ВМС США. Позднее в состав вооружения были добавлены высокоточные боеприпасы. В ВМС США были поставлены 545 самолётов. Последние 102 самолёта были оснащены улучшенными двигателями TF30-P-414A.
В Иран планировалось отправить 80 самолётов, однако было поставлено только 77; 80-й иранский самолёт остался в ВМС США.
F-14AMМодернизация Ираном имеющихся на вооружении самолётов. Выполнен капитальный ремонт планера с продлением ресурса, заменено некоторое количество оборудования.
F-14A+ или F-14BУлучшенная версия самолёта F-14A с двигателями GE F110-400. Большая часть оборудования, в том числе радар AWG-9, оставлена без изменений. A+ получил отдельный от дисплея HSD прибор системы предупреждения об облучении в кабине пилота. Позднее получил обозначение F-14B. Всего было построено 38 самолётов F-14B, ещё 48 были переоборудованы из варианта F-14A. В конце 90-х годов у 67 F-14B был продлён ресурс планера и улучшено бортовое оборудование, в частности новый ИЛС SPARROWHAWK. Модифицированные самолёты получили обозначение F-14B Upgrade.
F-14D Super TomcatПоследняя модификация F-14 с двигателями GE F110-400. Аналоговое бортовое оборудование было заменено на цифровое, также был установлен новый радар APG-71. Было построено 37 самолётов модификации F-14D, ещё 18 были переоборудованы из варианта F-14A.

## Тактико-технические характеристики (F-14D Super Tomcat)

### Технические характеристики
- Экипаж: 2 человека (пилот и оператор вооружения)
- Длина: 19,1 м
- Размах крыла:
  - в сложенном положении: 11,65 м
  - в развёрнутом положении: 19,45 м
  - стреловидность по передней кромке в полёте: 20° — 68°, на стоянке 75°
- Высота: 4,88 м
- Площадь крыла: 54,5 м²
- Профиль крыла: NACA 64A209.65 mod корень крыла, 64A208.91 mod законцовка крыла
- Масса пустого: 18191 кг
- Масса снаряжённого: 26632 кг
- Максимальная взлётная масса: 33720 кг
- Двигатель: 2× двухконтурных турбореактивных с форсажной камерой General Electric F110-GE-400
  - максимальная тяга: 61,4 кН
  - тяга на форсаже: 124,7 кН

### Лётные характеристики
- Максимальная скорость: 2485 км/ч (M=2) (на высоте)
- Боевой радиус: 926 км
- Перегоночная дальность: 2960 км
- Практический потолок: 16150 м
- Скороподъёмность: 229 м/с
- Нагрузка на крыло: 553,9 кг/м²
- Тяговооружённость: 0,91

### Вооружение
- Пушечное: 1 шестиствольная пушка M61A-1 Vulcan калибра 20 мм, 675 снарядов
- Боевая нагрузка: 6700 кг различного вооружения:
  - Ракеты «воздух-воздух»: AIM-54 Phoenix, AIM-7 Sparrow, AIM-9 Sidewinder (Ракеты AIM-120 AMRAAM прошли испытания на F-14D, но так и не были введены в состав вооружения Томкетов из-за значительной стоимости доработки бортов состоящих на вооружении)
  - Бомбовое вооружение: GBU-10, GBU-12, GBU-16, GBU-24, GBU-24E Paveway I/II/III LGB, GBU-31, GBU-38 JDAM, Mk-20 Rockeye II, Mk-82, Mk-83 и Mk-84
- Варианты вооружения:
  - 2× AIM-9 + 6× AIM-54
  - 2× AIM-9 + 2× AIM-54 + 4× AIM-7
  - 2× AIM-9 + 4× AIM-54 + 2× AIM-7
  - 2× AIM-9 + 6× AIM-7
  - 4× AIM-9 + 4× AIM-54
  - 4× AIM-9 + 4× AIM-7

На подфюзеляжном пилоне в ущерб ракете воздух-воздух возможна подвеска разведывательного контейнера TARPS а на подкрыльевой пилон — LANTIRN.

## Аварии и катастрофы
За время эксплуатации F-14 Tomcat в ВМС США в инцидентах было потеряно не менее 166 самолётов.
- 20 июня 1973 года — ракета AIM-7, запущенная американским F-14, пробила топливные баки носителя. Самолёт разбился.
- 30 апреля 1977 года — иранский F-14 разбился во время испытательного полёта на территории США. Пилоты катапультировались.
- 14 ноября 1977 года — иранский F-14 разбился во время испытательного полёта на территории США. Пилоты катапультировались.
- 6 апреля 1991 года — разбился иранский F-14. Пилоты погибли.
- 21 июня 2004 года — иранский F-14 разбился во время тренировочного полёта. Пилоты погибли.
- 26 января 2012 года — иранский F-14 упал и взорвался на побережье Персидского залива. Пилоты погибли[47].

## Снятие с вооружения
Первоначально окончание эксплуатации F-14 было запланировано на 2008 год, но успешное введение в строй истребителей F/A-18E/F Super Hornet позволило сделать это раньше установленного срока.
F-14 официально снят с вооружения ВМС США 22 сентября 2006 года, последний полёт эскадрильи VF-31 и VF-213, оснащённые F-14D, совершили 10 марта того же года, а все самолёты моделей A и B были выведены в резерв ещё раньше.

## Дополнительные факты
- На F-14 летала Кара Халтгрин, первая в истории ВМС США женщина, получившая квалификацию лётчика-истребителя. Она погибла в авиакатастрофе 25 октября 1994 года.
- Самый результативный пилот F-14 — иранский ас Джалил Занди (1951—2001), сбивший 11 самолётов противника, в том числе неподтверждённых, среди которых 4 Миг-23, 2 Су-22, 2 Миг-21, и 3 Mirage F1 во время Ирано-Иракской войны, погибший в результате автокатастрофы в 2001 году.
- О пилотах F-14 был снят художественный фильм «Лучший стрелок» (англ. Top Gun) c Томом Крузом в главной роли. Исполнивший главную роль F-14 Tomcat (S/N 160694) находится в музее-авианосце USS Lexington в Техасе. В 2022 году состоялась премьера сиквела — «Топ Ган: Мэверик».
- F-14 появляется в фильмах «Последний Отсчёт», «Астероид», «Месть», «Свобода удара», «Турбулентность», «Приказано уничтожить», «Воздушный охотник»
- Главный герой сериала «Военно-юридическая служба» (1995–2005) летал на F-14.
- Документальные фильмы — «Speed and Angels», «Знаменитые Самолёты — F-14 Tomcat»

## «Томкэт» в компьютерных играх
В начале 1990-х благодаря фильму «Терминатор 2: Судный день», обрел популярность аркадный автомат «Afterburner от Sega», где Джон Коннор управлял F-14.
Наиболее детально проработанный симулятор F-14 на сегодняшний день это модуль для игры Digital Combat Simulator от компании Heatblur который позволяет «летать» как за пилота так и за оператора вооружения, в том числе и вдвоём с другом на одном самолёте.
Также есть дополнение под названием «F-14x» от компании Aerosoft для симуляторов MSFX и Prepar 3D. 
Ещё на F-14 можно «полетать» в таких играх как Fleet Defender (самым продвинутом симуляторе 1994 года от компании Microprose) , Strike Fighters 2 North Atlantic, War Thunder, DCS World, U. S. Navy Fighters и Jane’s Fighters Anthology, Серии Jetfighter и аркадных сериях H.A.W.X., Top Gun и Ace Combat, также «Томкэт» доступен на консолях в играх Over G Fighters и AeroElite Combat Academy, игре Afterburner на приставке Sega Mega Drive и Turn and Burn на приставке Super Nintendo, ещё F-14 посвящена игра в жанре воздушный тир Tomcat Alley на приставке Sega CD.
Также F-14 использовался, как прототип космического корабля «Нормандия СР-1» в игре Mass Effect.
Представлен как истребитель-перехватчик в игре Wargame: Red Dragon на стороне синего блока.
В серии авиасимуляторов «X-Plane» F-14 доступен для полётов во вкладке «боевая авиация».
В июне 2022 года был представлен в игре «War Thunder» в обновлении «Danger Zone»
Также F-14 представлен истребителем-перехватчиком в игре «Sea Power: Naval Combat in the Missile Age» на стороне сил НАТО.